# ميكيل فيسغا
ميكيل فيسغا أروتي (بالإسبانية: Mikel Vesga Arruti)‏ (مواليد 8 أبريل 1993 - فيتوريا-غاستايز ، إسبانيا) هو لاعب كرة قدم إسباني ، يلعب في مركزي خط الوسط المحوري والدفاعي، ويلعب حاليًا لنادي أتلتيك بيلباو الإسباني.

## روابط خارجية
- ميكيل فيسغا على موقع الاتحاد الأوربي (الإنجليزية)
- ميكيل فيسغا على موقع قاعدة بيانات كرة القدم.إي يو (الإنجليزية)
- ميكيل فيسغا على موقع Soccerbase.com (لاعب) (الإنجليزية)
- ميكيل فيسغا على موقع Soccerway.com (الإنجليزية)
- ميكيل فيسغا على موقع عالم كرة القدم.نت (الإنجليزية)
- ميكيل فيسغا على موقع AS.com (الإسبانية)